# Mind Control (Uncle Acid & the Deadbeats)
Mind Control è il terzo album in studio del gruppo musicale doom metal Uncle Acid & the Deadbeats, pubblicato nel 2013 dalla Rise Above.

## Tracce
Testi e musiche di Kevin Starrs.
1. Mt. Abraxas – 7:08
2. Mind Crawler – 4:21
3. Poison Apple – 4:13
4. Desert Ceremony – 5:09
5. Evil Love – 4:07
6. Death Valley Blues – 4:58
7. Follow the Leader – 6:28
8. Valley of the Dolls – 7:11
9. Devil's Work – 6:55

## Formazione
- Dean Millar - basso
- Itamar Rubinger - batteria
- Yotam Rubinger - chitarra, voce
- Kevin "Uncle Acid" Starrs - chitarra solista, organo, voce